# Province dell'Angola

Province dell'Angola

Le province dell'Angola sono la suddivisione territoriale di primo livello del Paese e sono pari a 18.

## Lista
| Localizzazione | Provincia      | Capoluogo    | Popolazione (2014) | Superficie (Km²) |
| -------------- | -------------- | ------------ | ------------------ | ---------------- |
|                | Bengo          | Caxito       | 356 641            | 31 371           |
|                | Benguela       | Benguela     | 2 231 385          | 12 273           |
|                | Bié            | Kuito        | 1 455 255          | 70 314           |
|                | Cabinda        | Cabinda      | 716 076            | 7 270            |
|                | Cuando Cubango | Menongue     | 534 002            | 199 049          |
|                | Cuanza Nord    | N'dalatando  | 443 386            | 24 190           |
|                | Cuanza Sud     | Sumbe        | 1 881 873          | 55 660           |
|                | Cunene         | Ondjiva      | 990 087            | 89 342           |
|                | Huambo         | Huambo       | 2 019 555          | 34 274           |
|                | Huíla          | Lubango      | 2 497 422          | 75 002           |
|                | Luanda         | Luanda       | 6 945 386          | 2 418            |
|                | Lunda Nord     | Lucapa       | 862 566            | 102 783          |
|                | Lunda Sud      | Saurimo      | 537 587            | 45 649           |
|                | Malanje        | Malanje      | 986 363            | 97 602           |
|                | Moxico         | Luena        | 758 568            | 223 023          |
|                | Namibe         | Namibe       | 495 326            | 58 137           |
|                | Uíge           | Uíge         | 1 483 118          | 58 698           |
|                | Zaire          | Mbanza Congo | 594 428            | 40 130           |